# Канадский союз фашистов
Канадский союз фашистов — канадская фашистская политическая партия, базировавшаяся в городе Виннипег.
Ядро партии составили члены, отколовшиеся от Партии национального единства, которые считали, что принципы корпоративизма важнее, чем расовые мотивы. Это мнение выразилось в официальном заявлении о том, что «антисемитизм является симптомом Германии, а не фашизма». Партия была создана по примеру Союза фашистов Британской империи и была связана с ним. Позже она стала известна как Канадский союз фашистов (он же Канадский Союз, он же КСФ). КСФ публиковал свою газету под названием «Тандерболт».
Главой партии был Чак Крейт, ставший лидером в возрасте семнадцати лет. Он связался с Британским союзом фашистов. Джон Росс Тейлор из Торонто стал секретарём партии.
КСФ было трудно привлекать сторонников, так как большинство канадцев, поддерживавших идеи фашистского толка, склонялись к расистским высказываниям Адриена Арканда и пр. На первом заседании правления партии присутствовало около двухсот человек.
Разногласия по расовым вопросам будут существовать между Канадским Союзом и Аркандом на протяжении всего его существования. Прежде чем правительство приняло меры против ультраправых партий, таких как КСФ и группа Арканда, канадские фашисты провели съезд в Торонто. Группа Арканда, под названием «Народный Союз» привлекла 4000 сторонников, в то время как Канадскому союзу удалось привлечь около 30 местных жителей.
Партия была распущена после начала Второй мировой войны, а сам Чак Крейт поступил на службу в Королевский канадский военно-морской флот, где работал в почтовой службе и артиллеристом.